# فردنسبورگ
فردنسبورگ (به لاتین: Fredensborg) یک منطقهٔ مسکونی در دانمارک است که در Fredensborg Municipality واقع شده‌است. فردنسبورگ ۴٫۷۸ کیلومتر مربع مساحت و ۸٬۷۶۹ نفر جمعیت دارد.